# Stephen Hart
Stephen Hart est un footballeur puis entraîneur trinidadien né le 15 mars 1960 à San Fernando. Formé au Hurricaine FC, il évolue au poste de milieu défensif et compte sept sélections en équipe nationale.
Après avoir été le sélectionneur du Canada et de Trinité-et-Tobago, il est l'entraineur-chef du Wanderers FC d'Halifax en Première ligue canadienne.

## Biographie

### Carrière d'entraîneur
Le 28 juin 2018 est nommé entraineur-chef du Wanderers FC d'Halifax pour la saison inaugurale de Première ligue canadienne en 2019.